# Mycobacterium boenickei
Mycobacterium boenickei là một thành viên của phức hợp Mycobacterium fortuitum thứ ba. Chúng phát triển nhanh chóng rộng khắp trong môi trường mà thường sống trong đất, bụi và nước. Những sinh vật này thường là tác nhân gây bệnh gây ra một phổ rộng các bệnh đáng kể về mặt lâm sàng. Điều quan trọng là các học viên phải nhận thức được các sinh vật này là các tác nhân gây bệnh có thể, vì chúng có khả năng chống lại hầu hết các thuốc chống lao hàng đầu tiên.
- Từ nguyên: boenickei, của Bönicke, để vinh danh sự đóng góp của Rudolf Bönicke, một nhà vi trùng học mycobacteriologist người Đức, người đầu tiên nhận ra sự không đồng nhất trong phức hợp Mycobacterium fortuitum.

## Kính hiển vi
- Các sinh vật này là vi khuẩn có tính kháng axit, Gram dương, trực khuẩn đa hình. Các dạng sợi dài thường được quan sát thấy, nhưng bào tử và nang lại không thấy.

## Đặc điểm khuẩn lạc
- Các khuẩn lạc sần sùi, vòm, có vỏ sò và không biểu hiện sợi nấm.
- Trên thạch truyền tim với 5% (v / v) máu thỏ trong 2 ngày ở 35 °C. cho thấy các khuẩn lạc màu trắng đến hơi màu be, đường kính nhỏ (xấp xỉ 1 mm).

## Sinh lý học
- Sự tăng trưởng xảy ra trên môi trường Löwenstein – Jensen ở 35 °C trong vòng chưa đầy 7 ngày, nhưng không tăng trưởng xảy ra ở 42 °C
- Sự tăng trưởng xảy ra trên 5% NaCl và trên môi trường MacConkey không có tinh thể tím ở 28 °C
- Không có chủng nào phát triển trong lysozyme hoặc sử dụng citrat, và năm trong số sáu (83%) chủng phân lập arylsulfatase trong 3 ngày.
- Hoạt tính catalase bán định lượng của tất cả các chủng phân lập là phản ứng (> 45 mm).

## Đặc điểm phân biệt
- Các láng giềng phát sinh loài gần nhất, theo sự tương đồng về trình tự gen 16S rRNA, là M. neworleansense và tất cả các chủng M. porcinum được nghiên cứu (tất cả 99% 9%).

## Sinh bệnh học
- Nhiễm trùng báo cáo bao gồm áp xe da và mô mềm với viêm tủy xương kết hợp, nhiễm khuẩn huyết, viêm nội tâm mạc, viêm giác mạc, viêm hạch, viêm phúc mạc, nhiễm trùng sau phẫu thuật, nhiễm trùng phổi và bệnh truyền nhiễm. Sự tham gia của hệ thần kinh trung ương là rất hiếm, nhưng viêm màng não có thể phát triển sau chấn thương hoặc phẫu thuật. Bệnh nhân suy giảm miễn dịch có nguy cơ đặc biệt phát triển các bệnh nghiêm trọng, đặc biệt là nhiễm trùng đường hô hấp có nhiễm khuẩn huyết.